# منگر ژانگ
منگر ژانگ (چینی: 张梦儿; پین‌یین: Zhāng Mèng'er؛ زادهٔ ۲۲ آوریل ۱۹۸۷) بازیگر اهل چین است.
از فیلم‌ها یا برنامه‌های تلویزیونی که وی در آن نقش داشته‌است، می‌توان به شانگ چی و افسانه ده حلقه و ویچر اشاره کرد.